# Condado de Osage (Kansas)
O Condado de Osage é um dos 105 condados do estado americano de Kansas. A sede do condado é Lyndon, e sua maior cidade é Osage City. O condado possui uma área de 1 863 km² (dos quais 41 km² estão cobertos por água), uma população de 16 712 habitantes, e uma densidade populacional de 9 hab/km² (segundo o censo nacional de 2000). O condado foi fundado em 11 de fevereiro de 1859.